# 日立市立大久保小学校
日立市立大久保小学校（ひたちしりつおおくぼしょうがっこう）は、茨城県日立市末広町1-1-1にある日立市立小学校。

## 概要
大久保小学校は、1955年4月に油縄子小学校の一部、1969年4月に諏訪小学校の一部、1971年4月に金沢小学校の一部、1979年4月に塙山小学校の一部を分離した。PTA活動が盛んで、1996年にはベルマーク500万点、2003年には600万点を達成した。

## 沿革

### 年表
- 1873年8月15日 - 大久保小学校開校[8]。
- 1889年7月1日 - 国分尋常小学校に改称[8]。
- 1892年5月28日 - 国分村立尋常小学校となる[8]。
- 1909年6月1日 - 高等科を併置。国分尋常高等小学校に改称[8]。
- 1939年6月 - 鮎川・国分・河原子の3町村が合併し多賀町となる。多賀第一尋常高等小学校に改称[8]。
- 1941年4月1日 - 多賀第一国民学校に改称[8]。
- 1942年
  - 7月1日 - 現在地に移転[8]。
  - 10月1日 - 新校舎落成式。創立記念日とする[8]。
- 1955年 - 多賀町と日立市が合併し、新日立市が誕生[9]。
- 1970年4月1日 - ことばの教室を設置[10]。
- 1978年4月1日 - きこえの教室を設置[11]。
- 1981年4月1日 - きこえ、言葉の教室を油縄子小学校に移設[11]。
- 2015年度 - 授業力ブラッシュアップ研修重点校（国語）に指定[12]。
- 2017年度 - 平成29年度体力づくり奨励賞を受賞[13]。
- 2020年4月1日 - 放課後子ども教室を開設[14]。
- 2022年度 - いばらきサイエンスキッズ育成事業「小学校における理科専科教員等による授業公開」研究指定校に指定[15]。
- 2023年度 
  - 初任者研修講座（特別支援学校）における協力校に指定[16]。
  - 茨城県教育研修センター主催ラグビー体験授業、研究指定校に指定[16]。
- 2024年度 - いばらきオンラインスタディplus（国語）ライブ配信・動画配信、研究指定校に指定[17]。

## 教育方針
（出典：）
学校教育目標
ふるさと大久保を愛し、豊かに生きる児童の育成
～一人一人が大久保のよさを実感し、共に生きる喜びを膨らませながら、夢に向かって歩む子の育成～

## 通学区域
（出典：）
- 日立市大久保町
  - 旧地番大北以北
  - 1丁目
  - 2丁目
  - 4丁目
- 日立市桜川町
  - 1丁目
  - 2丁目
  - 3丁目1・2・12から20番
  - 4丁目1から5番、10から19番
- 日立市末広町
  - 1丁目
  - 2丁目
  - 3丁目
  - 4丁目（1・3から6・9番1から5号以外）
  - 5丁目
- 日立市多賀町
  - 1丁目
  - 2丁目
  - 3丁目
  - 4丁目1から3・7・8番
  - 5丁目1から3・11から16番
- 日立市千石町
  - 1丁目
  - 2丁目
  - 3丁目
- 日立市中丸町
- 日立市塙山町1丁目36番

## 進学先中学校
- 日立市立大久保中学校

## 学区内の主な施設
- 多賀市民プラザ
  - 日立市役所多賀支所
  - 多賀市民会館
  - 大久保交流センター
- 日立市立多賀図書館
- 多賀消防署